# Hermelijnvlinder
De hermelijnvlinder (Cerura vinula) is een nachtvlinder uit de familie van de tandvlinders (Notodontidae). Deze vlindersoort komt verspreid voor in Europa en Noord-Afrika en vliegt in één generatie.

## Kenmerken van het vlinderstadium
De hermelijnvlinder dankt zijn naam aan zijn wit met zwarte gestreepte camouflagetekening. Hij heeft een spanwijdte van 58 tot 75 mm, terwijl tussen de 4 en 7 centimeter gebruikelijk is. Zoals veel vlinders leeft ook de hermelijnvlinder maar kort. Ze hebben geen monddelen en eten niet, omdat ze alleen leven van de reservestoffen die de rups heeft opgeslagen en het medium tot snel paren en eieren leggen vormt.   

## De rups en zijn waardplanten
De rups heeft een lengte van ongeveer 70 millimeter. Hij neemt via zijn opvallende rode mond voedsel op. Zijn waardplanten zijn wilgen en populieren, met name de ratelpopulier. Bij bedreiging trekt hij zijn kop terug binnen de rode rand en steekt een paar bewegelijke rode uitsteeksels op z’n achterlijf naar boven. De rups kan ook scherp bijtend mierenzuur naar zijn belagers spuiten ter verdediging. De pop overwintert tegen een boom of paaltje in een heel harde cocon die met stukjes hout verstevigd is.

## Voorkomen in Nederland en België
De hermelijnvlinder staat in Nederland op de voorlopige Rode Lijst. Hij wordt hier, beperkt, vooral waargenomen in de provincies aan de kust in halfopen landschappen en komt elders verspreid voor. In België is het een vrij gewone soort die verspreid over het hele land voorkomt. 

## Galerij

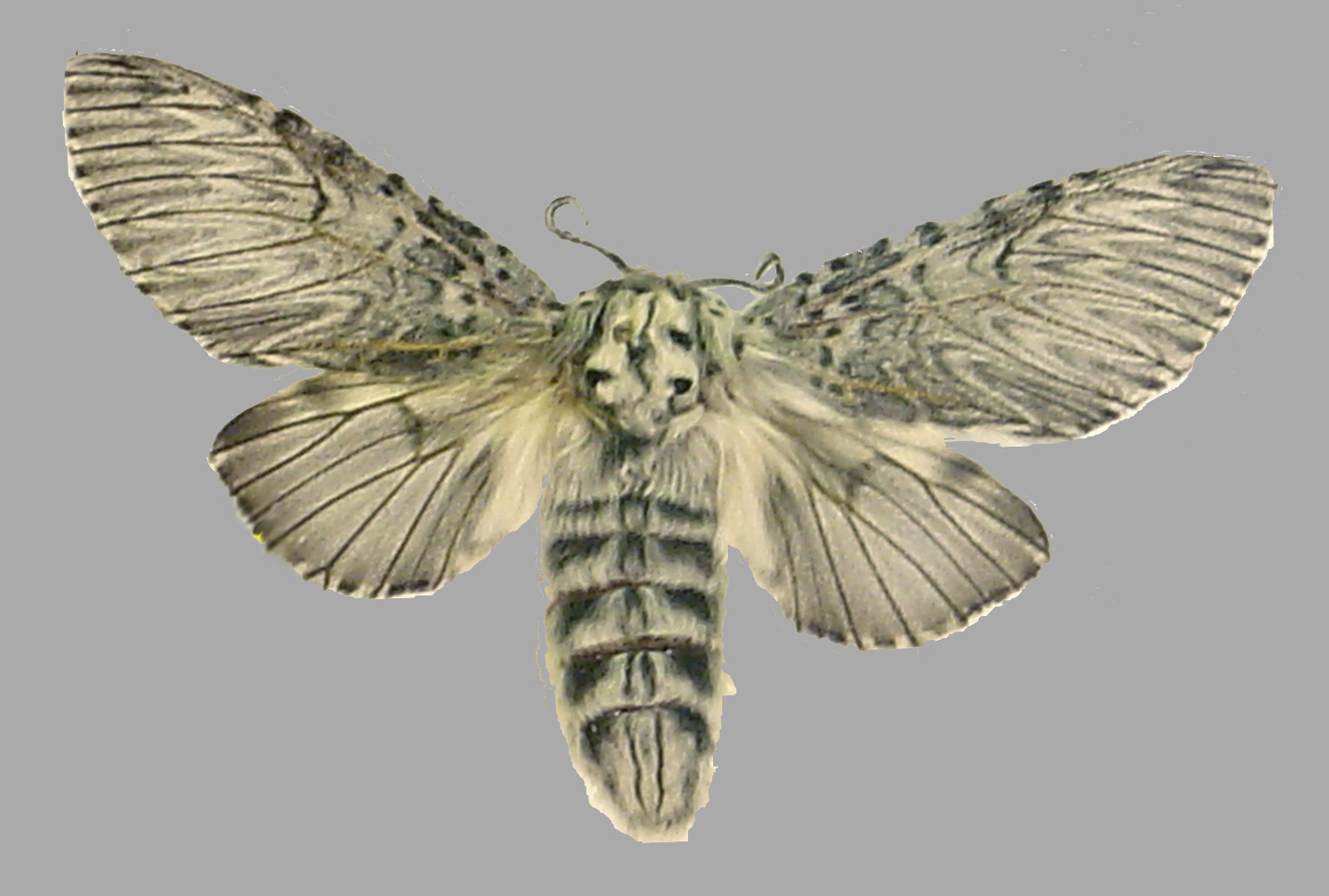
Museumexemplaar uit Noorwegen
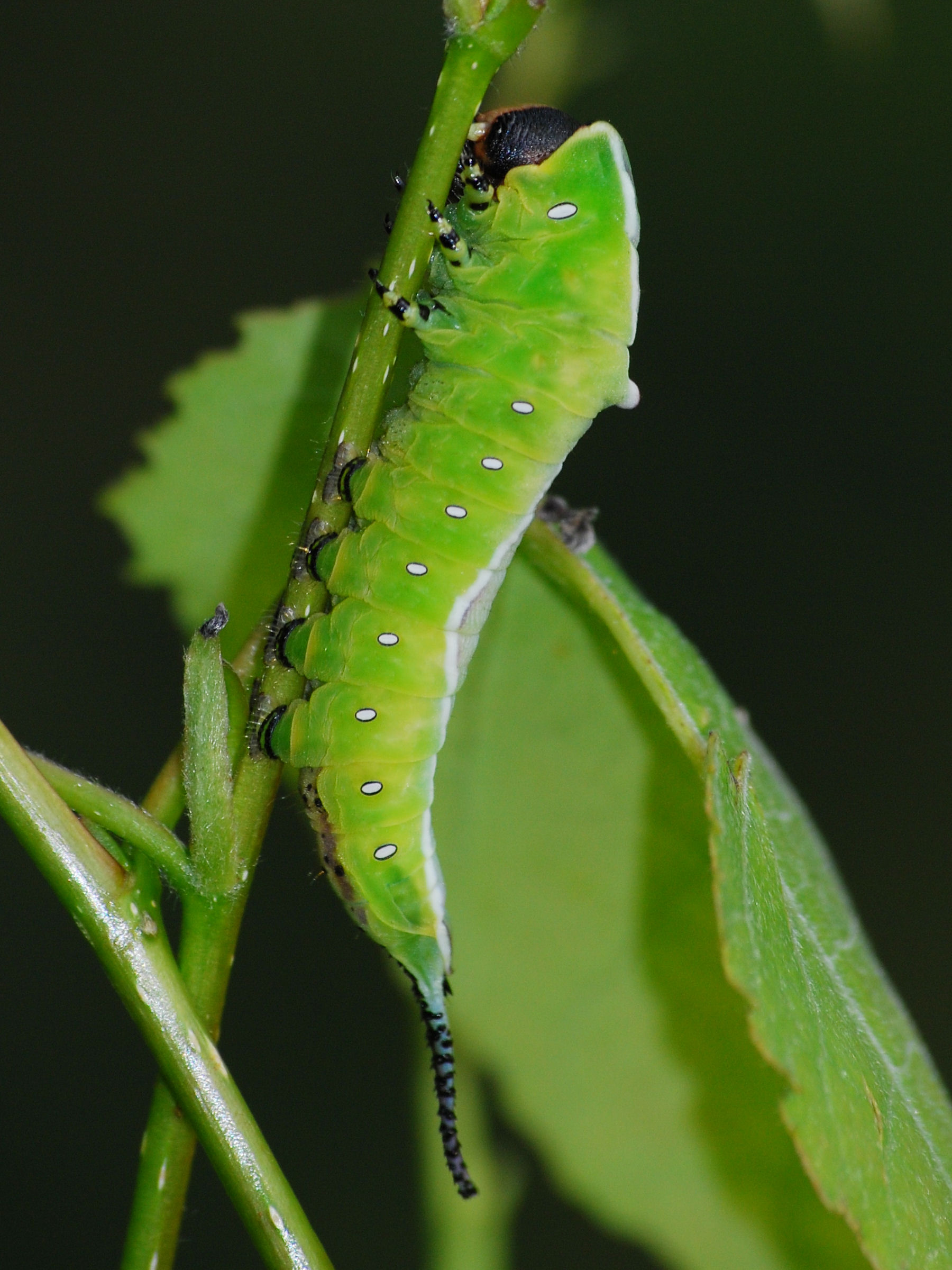
Rups